# Моменс
Моменс — город в округе Канкаки, штат Иллинойс, США. Находится в 80 км от Чикаго и является частью муниципальной статистической зоны Канкаки-Брэдли. Население составляло 3171 человек при переписи 2000 года и 3310 человек в 2010 году.

## История
Первые коренные американцы из племени потаватоми поселились в районе вокруг Моменса. Последние передали свою землю правительству Соединённых Штатов 26 октября 1832 года по Договору Типпекано, а затем отправились в заповедник возле Каунсил-Блафс. После отъезда потаватоми поселенцы из Нью-Йорка и Вермонта прибыли в Иллинойс и поселились вдоль реки Канкаки. Деревня была основана в 1834 году и первоначально получила название «Нижний переход» (англ. Lower Crossing), позже место было переименовано в Моменс в честь Исадора Монесса, местного индейца потаватоми.
В 1846 году доктор Хирам Тодд (англ. Dr. Hiram Todd) распланировал территорию города, расположенного у реки Канкаки.
В 1849 году построено здание буфета, самое старое сохранившееся здание в Моменсе.
В 1871 году железная дорога Чикаго, Данвилля и Винсенна достигла города Моменс. Чтобы продолжить маршрут за деревней, в XIX и XX веках через реку Канкаки было построено несколько мостов, которые значительно изменили рельеф реки. В то время город переживал бурный рост, и в 1890-х и 1900-х годах был создан основной центр современного города Моменсе, исторический район города Моменсе. Большинство зданий в старой части города построены в итальянском стиле, но есть также здания в стиле архитектуры греческого возрождения, неоклассицизма и неороманства.
В 1916 году в Моменсе был открыт завод производителя автомобилей Blackstone Motor Company, но в том же году компания была закрыта. Улицы в городе были также укреплены в это время. В начале 1930-х годов в Моменсе было построено здание школы. После Второй мировой войны несколько компаний переехали в Моменсе, что привело к сравнительно сильному росту населения до 1960 года. Центр города Моменса был модернизирован примерно в 1970 году, а в мае 2006 года он был включён в Национальный реестр исторических мест США.

## География
Диаграмма представляет местоположения ближайших
населённых пунктов в радиусе 16 км вокруг Моменса.
Согласно переписи 2010 года, общая площадь Моменса составляет 4,21 км2, из которых 3,96 км2 или 94,04 % — это суша, а 0,25 км2 или 5,96 % — вода.

## Демография
Согласно переписи населения 2000 года, в городе проживало 3,171 человек, из них 1159 домохозяйств и 784 семьи. Плотность населения составляла 893.7 чел./км2. Было 1223 единицы жилья со средней плотностью 344,7 чел./км2. Расовый состав города был: 89,18 % белых, 4,32 % афроамериканцев, 0,19 % коренных американцев, 0,09 % азиатов, 4,95 % других рас и 1,26 % метисов от двух или более рас. Испанцы или латиноамериканцы любой расы составляли 11,38 % населения.
В городе находилось 1159 семей, из которых 32,6 % имели детей в возрасте до 18 лет, проживающих с ними, 51,3 % были женатыми парами, 11,3 % семей женщины проживали без мужей, а 32,3 % не имели семьи. 27,6 % всех домохозяйств были составлены из людей, у которых 14,8 % был кто-то живущий один, кто был возрастом в 65 лет и старше. Средний размер домохозяйства — 2,59, семьи — 3,13 человек.
В городе население составляло 25,6 % в возрасте до 18 лет; 8,4 % — в возрасте от 18 до 24 лет; 27,3 % — в возрасте от 25 до 44 лет; 21,0 % — в возрасте от 45 до 64 лет и 17,7 % — в возрасте 65 лет и старше. Средний возраст составлял 38 лет. На каждые 100 женщин приходилось 92,6 мужчин. На каждые 100 женщин возрастом 18 лет и старше насчитывалось 88,7 мужчин.
Средний доход на семью в городе составлял 37 898 $ в год, средний доход на семью — 45 379 $. Средний доход мужчин составлял 31 741 $ против 23 711 $ у женщин. Доход на душу населения в городе составлял 17 836 $. Около 5,8 % семей и 9,2 % населения находились за чертой бедности, в том числе 12,1 % из них моложе 18 лет и 6,4 % тех, кто в возрасте 65 лет и старше.

## Галерея
- Достопримечательности города
- Ратуша в Моменсе
- Lunchroom Building, самое старое сохранившееся здание в городе
- Вашингтон-стрит
- Публичная библиотека Эдварда Чипмена

## Известные люди
- Джереми Майкл Бурда — адмирал ВМС США и первый американский моряк, начальник военно-морских операций. Был воспитан в Моменсе[10].
- Дональд Джон Бэкон[англ.] — республиканский член Палаты представителей США с 2017 года. Он представляет второй избирательный округ штата Небраска[англ.], был воспитан в Моменсе[11].
- Эдди Кондон — джазовый музыкант. Был воспитан в Моменсе до переезда в Чикаго-Хайтс, штат Иллинойс[12].
- Уильям Крук[англ.] (1925—1997) — проповедник, ставший политиком, национальный директор программы «Добровольцы на службе в Америке[англ.]» (VISTA) и посол США в Австралии[13].
- Орберт Дэвис[англ.] — джазовый трубач и руководитель группы. Был воспитан в Моменсе[14].
- Джанет Юбер[англ.] — актриса; появилась в бродвейском фильме «Кошки» и сыграла Вивиан Бэнкс в фильме «Принц из Беверли-Хиллз» в течение первых трёх сезонов[15][16].
- Тед Петерсен[англ.] — атакующий обходчик «Питтсбург Стилерз» (1977—1983; 1987), «Кливленд Браунс» (1984) и «Индианаполис Колтс» (1984)[17].
- Малкольм Росс — капитан Военно-морского резерва США, учёный-атмосферщик и специалист по аэростату; родился в Моменсе, но вырос в Уэст-Лафейетт, штат Индиана[18].
- Джон Зеглис[англ.] — президент AT&T Corporation[англ.], председатель и CEO AT&T Wireless Services[англ.][19].

## Поп-культура
Центр города Моменс служил сценой для фильма 2002 года «Проклятый путь».